# Niklas Zender
Pour les articles homonymes, voir Zender.
Niklas Zender (né le 28 août 1990 à Trèves) est un athlète allemand, spécialiste du 400 mètres.

## Biographie

### Palmarès
| Date | Compétition                       | Lieu      | Résultat | Épreuve   | Performance   |
| ---- | --------------------------------- | --------- | -------- | --------- | ------------- |
| 2007 | Championnats du monde jeunesse    | Ostrava   | 6e       | 400 m     | 48 s 04       |
| 2008 | Championnats du monde juniors     | Bydgoszcz | 5e       | 400 m     | 46 s 78       |
| 2008 | Championnats du monde juniors     | Bydgoszcz | 3e       | 4 x 400 m | 3 min 06 s 47 |
| 2009 | Championnats d'Europe juniors     | Novi Sad  | 4e       | 400 m     | 46 s 84       |
| 2009 | Championnats d'Europe juniors     | Novi Sad  | 2e       | 4 x 400 m | 3 min 08 s 11 |
| 2010 | Championnats d'Europe par équipes | Bergen    | 6e       | 4 x 400 m | 3 min 04 s 90 |
| 2011 | Championnats d'Europe espoirs     | Ostrava   | 5e       | 4 x 400 m | 3 min 04 s 93 |

### Records
| Épreuve    | Performance | Lieu     | Date         |
| ---------- | ----------- | -------- | ------------ |
| 400 mètres | 46 s 18     | Mannheim | 21 juin 2008 |